# Nanggu
Le nanggu (ou nagu) est une langue austronésienne des îles Santa Cruz, parlée par 210 locuteurs, dans la province de Temotu, aux Salomon. La plupart des locuteurs utilisent également le natügu.